# Guinea-Bissau i olympiska sommarspelen 2000
Guinea-Bissau deltog i de olympiska sommarspelen 2000 med en trupp bestående av tre deltagare, men ingen av landets deltagare erövrade någon medalj.

## Friidrott
Herrarnas 100 meter
- Fernando Arlete
  1. Omgång 1 - DNF (gick inte vidare)

Damernas 800 meter
- Anhel Cape
  1. Omgång 1 - 02:17.05 (gick inte vidare)